# 赵春兰
赵春兰（1942年4月—），山东兖州人，汉族，中华人民共和国政治人物。

## 生平
毕业于山东经济学院干部专修科，1964年5月至1983年2月，先后任济宁地区人民银行、地委群工组干部，地区妇联常委，地区人民银行、农业银行副行长、党组成员。1970年12月，加入中国共产党。1983年2月至1990年6月，任山东省商业厅副厅长、党组成员；1990年6月至1992年3月，任山东省政府机关党工委副书记。1992年3月至1993年3月任省监察厅厅长、党组书记；1993年3月至1995年10月，任山东省纪委副书记、省监察厅厅长；1995年10月至1998年4月，任省委组织部常务副部长，省纪委副书记；1998年4月，任省委常委、省纪委副书记。1997年10月，在中共十五大上当选为中央纪委委员。2008年起担任全国人大代表。